# Vuk Radivojević
Vuk Radivojević (in serbo Вук Радивојевић?; Belgrado, 30 luglio 1983) è un ex cestista serbo.
Alto 197 cm, giocava come guardia.

## Carriera
Con la Serbia ha disputato i Campionati europei del 2007.

## Palmarès
- Campionato bosniaco: 2

Igokea: 2015-16, 2016-17
- Coppa di Serbia e Montenegro: 2

Stella Rossa Belgrado: 2004, 2006
- Coppa di Serbia: 1

Stella Rossa Belgrado: 2013
- Coppa di Bosnia ed Erzegovina: 3

Igokea: 2016, 2017, 2018